# 河明熙
河明熙（韓語：하명희），韓國電視劇編劇。

## 作品列表

### 電視劇
- 1994年：MBC《Best劇場－父親的位置》
- 1994年：MBC《Best劇場－最悲傷的姿勢》
- 1995年：MBC《Best劇場－自由宣言》
- 1995年：MBC《Best劇場－濟扶島》
- 1995年：MBC《Best劇場－乘春》
- 1995年：KBS《綜合醫院》
- 1996年：MBC《Best劇場－記憶那邊的陰影》
- 1996年：KBS《Start》
- 1997年：MBC《愛情的條件》
- 1998年：MBC《Best劇場－關於愛情的九種迷信》
- 1998年：MBC《Best劇場－河馬》
- 2012年：JTBC《我們可以結婚嗎》
- 2013年：SBS《溫暖的一句話》
- 2015年：SBS《上流社會》
- 2016年：SBS《Doctors》
- 2017年：SBS《愛情的溫度》
- 2020年：tvN《青春紀錄》
- 2022年：KBS《現在很美麗》

## 獎項
| 頒獎典禮         | 日期          | 獎項                   | 作品               | 結果 |
| ---------------- | ------------- | ---------------------- | ------------------ | ---- |
| 百想藝術大獎     | 2013年5月9日  | TV部門 作家賞          | 《我們可以結婚嗎》 | 提名 |
| 百想藝術大獎     | 2014年5月27日 | TV部門 作家賞          | 《溫暖的一句話》   | 提名 |
| 大韓民國內容大賞 | 2016年12月7日 | 文化體育觀光部長官表彰 | 《Doctors》        | 獲獎 |
| 百想藝術大獎     | 2021年5月13日 | TV部門 劇本賞          | 《青春紀錄》       | 提名 |

## 外部連結
- DAUM